# Old (Northamptonshire)
Old is een civil parish in het bestuurlijke gebied Daventry, in het Engelse graafschap Northamptonshire met 490 inwoners.